# Cornus hongkongensis
Cornus hongkongensis — вид квіткових рослин з родини деренових (Cornaceae).

## Біоморфологічна характеристика
Це вічнозелені дерево чи кущ 3–15(25) метрів заввишки. Кора сіра, темно-сіра або чорно-бура, гладка. Молоді гілки зелені чи пурпурувато-зелені, рідко запушені коричневими притиснутими трихомами чи рідкісно густо запушені коричневими трихомами чи голі; старі гілки світло-сірі, сірувато-зелені чи сірувато-коричневі, з сочевичками чи без них. Листкова пластинка еліптична, видовжено-еліптична або обернено-яйцювато-видовжена, 6.2–13(16) × 2.5–6.3(7.5) см, абаксіально (низ) світло-зелена чи пудрово-зелена, гола чи рідко запушена з білими чи коричнево-білими трихомами в молодості, часто голі у віці, за винятком іноді запушення в пазухах жилок, верхівка від коротко загостреної до хвостатої. Суцвіття кулясті, 0.7–1.3(2) см завширшки, 40–70-квіткові. Пелюстки еліптичні, видовжено-еліптичні, яйцювато-еліптичні чи яйцювато-ланцетні до яйцюватих, 1.5–4.2 × 0.8–1.1 мм, іноді злегка з'єднані біля основи. Складний плід червоний чи жовтувато-червоний у зрілості, кулястий, 15–25 мм у діаметрі. Цвітіння: квітень — червень; плодіння: жовтень — грудень.

## Поширення
Росте в Азії: Китай, Лаос, В'єтнам. Населяє ліси, долини, схили, узбіччя річок, узбіччя доріг; 200–2500 метрів.

## Використання
Рослину збирають у дикій природі переважно для місцевого використання як їжу та джерело матеріалів. Плід іноді продають на місцевих ринках, а рослину іноді культивують як декоративну.

## Галерея

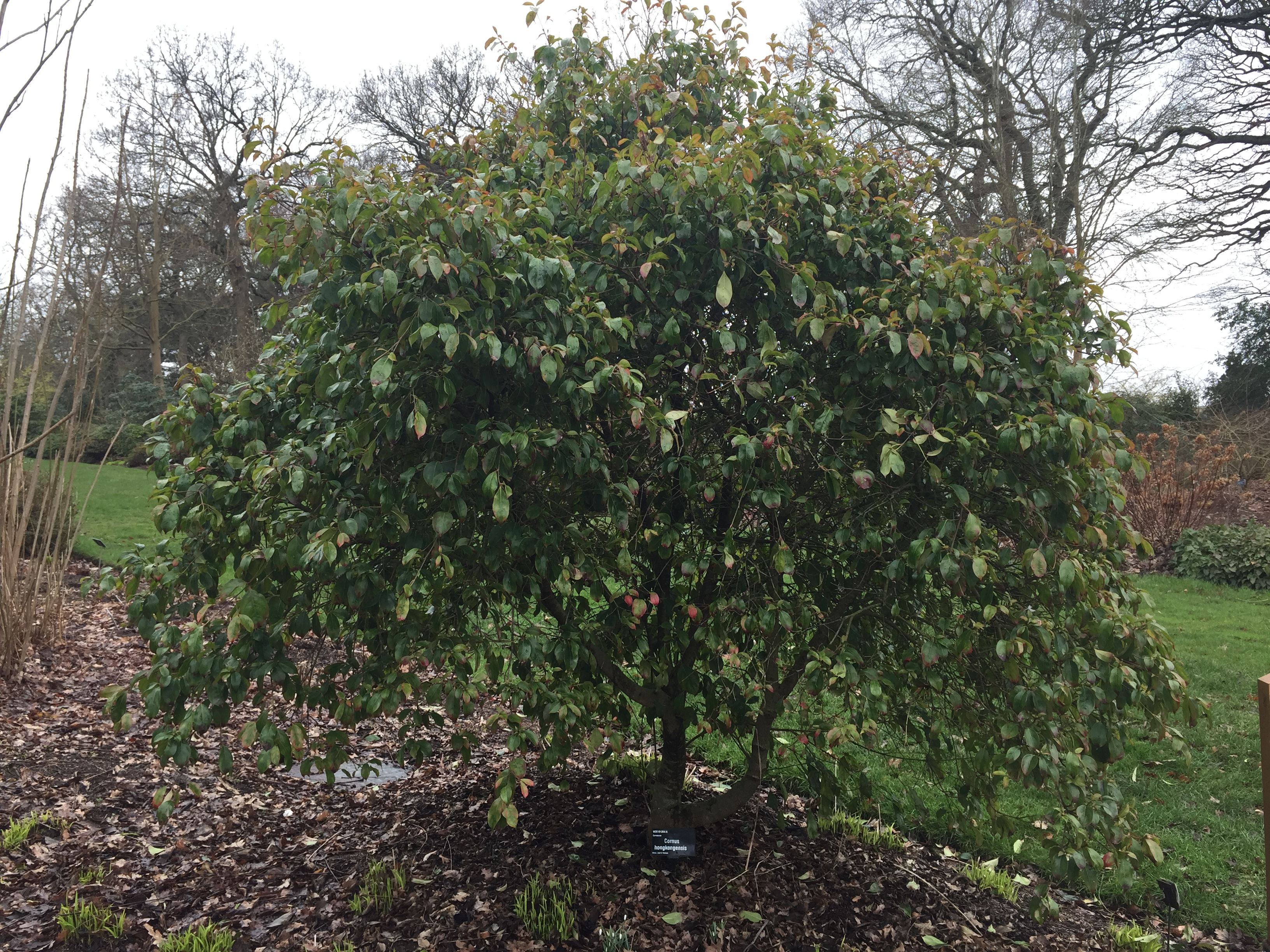
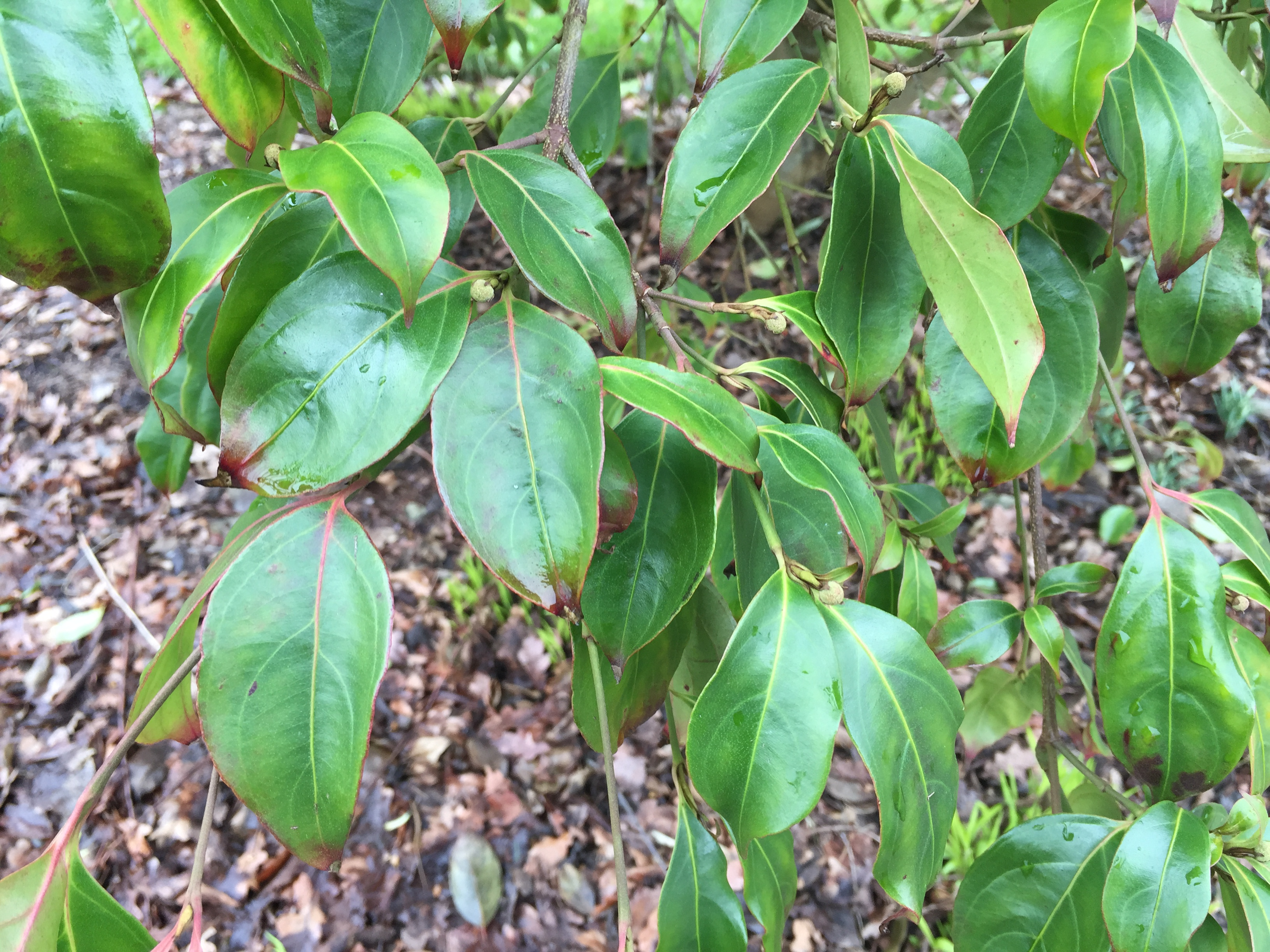
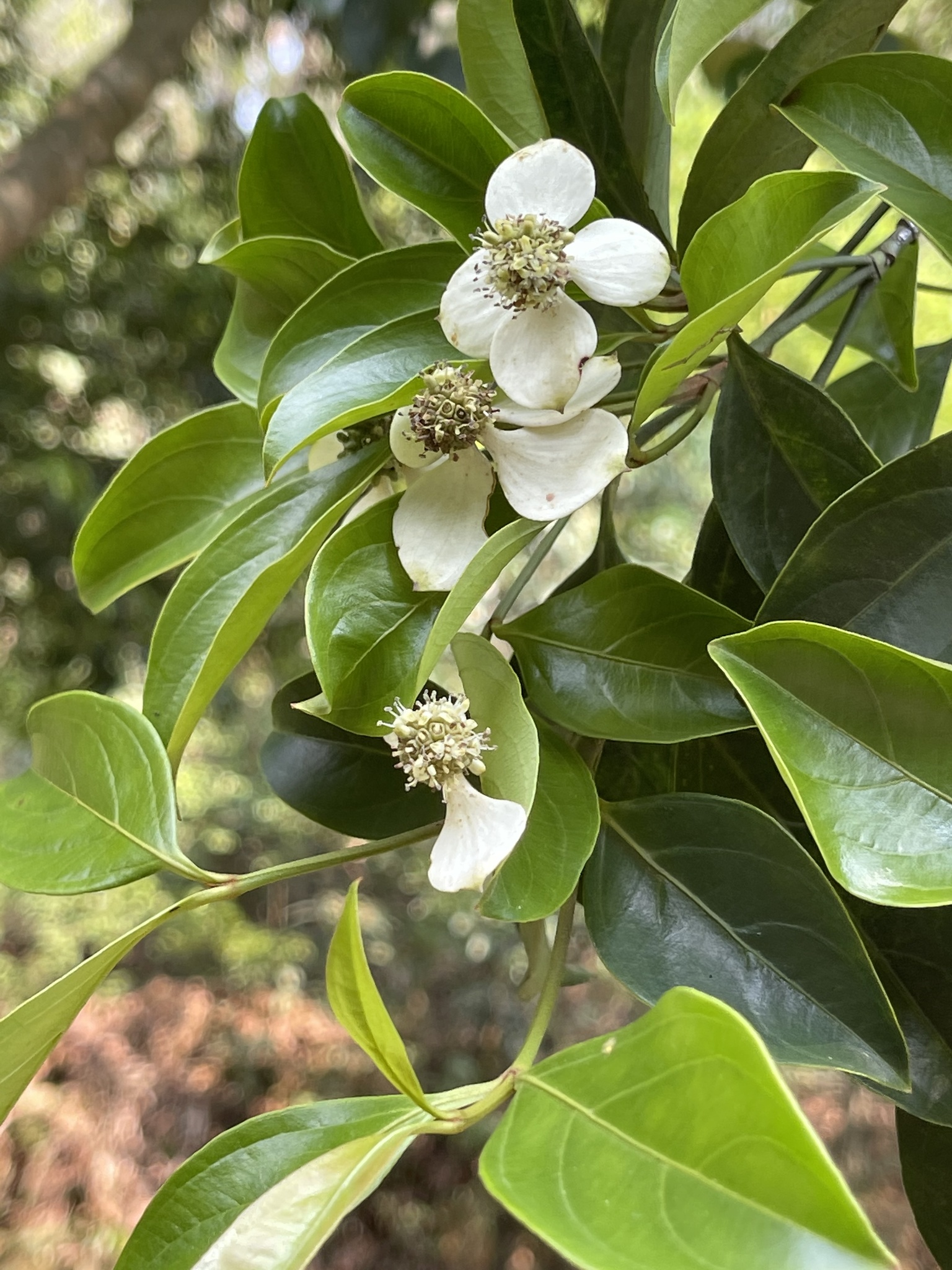